# 제4회 서울국제사랑영화제
제4회 서울국제사랑영화제는 2006년 9월 18일에 열린 시상식이다.

## 수상 및 후보

### 대상
- 원폭 60년, 그리고... - 김환태 수상

### 배우상
- 착한 아이 - 이봄 수상

### 관객상
- 미스 마플과의 하룻밤 - 김세랑 수상

### CBS상(단편경쟁부문)
- 머리 위에 숫불 - 조형찬 수상

### 장편 초청 부문
- 리브 앤 비컴 - 라두 미하일레아누
- 버터플라이 - 필립 뮬
- 어느 시골 본당 신부의 일기 - 로베르 브레송
- 퀼 - 최양일
- 사랑니 - 정지우
- 우리 학교 - 김명준

### 애니메이션 초청 부문
- 북풍이 보내준 고양이 - Sheldon Cohen
- 수피족 이야기 - 게일 토머스
- 신데렐라 펭귄 - 쟈넷 펄만
- 구슬 게임 - Ishu Patel
- 추-추 - 코 회드만
- 배고픈 오징어 - 존 웰던

### 열린섹션
- 프린스 앤 프린세스 - 미셸 오슬로
- 키리쿠, 키리쿠 - 미셸 오슬로 외 1명
- 내 생애 가장 아름다운 일주일 - 민규동

### 국제 단편 경쟁
- 미스 마플과의 하룻밤 - 김세랑
- 이렇게는 계속할 수 없어요 - 윤성호
- 사랑이란 - 한창엽
- 이춘희씨 이름표 - 김선아
- 카레라이스 이야기 - 최진성
- Feel. Ring - 강원석
- 낙원 - 김종관
- 훼미리 사이즈 피자 - 김경미
- 원폭 60년, 그리고... - 김환태
- 우리, 여행자들 - 이도윤
- 여기는 옥천 우체국 - 임동석
- 착한 아이 - 강혜연
- 아버지 어금니 꽉 깨무세요 - 최원석
- 고요한 종소리 - 김원영
- 머리 위에 숯불 - 조형찬